# Fagolisosoma
Un fagolisosoma, en anglès: phagolysosome, és un cos citoplasmàtic que es forma per la fusió d'un fagosoma, o partícula ingerida, amb un lisosoma que conté enzims hidrolítics. Després de la fusió, les partícules d'aliment o patògens continguts dins el fagosoma estan normalment digerits pels enzims continguts dins el lisosoma. La fagocitosi origina la formació de fagolisosomes. És comú en funcions immunològiques de macròfags i formen el lloc on s'hostatgen diversos agents infecciosos incloent la Leishmania.